# Apeadero de Garganta
El Apeadero de Garganta fue una plataforma ferroviaria de la Línea del Algarve, que servía a la zona de Garganta, en el ayuntamiento de Faro, en Portugal.

## Historia
El tramo entre Faro y Olhão, donde se situaba este apeadero, entró en servicio el 1 de mayo de 1904.